# Malanów (Wieruszów)
Pour les articles homonymes, voir Malanów.
Malanów est une localité polonaise de la gmina de Sokolniki, située dans le powiat de Wieruszów en voïvodie de Łódź.